# Nymphon scotiae
Nymphon scotiae is een zeespin uit de familie Nymphonidae. De soort behoort tot het geslacht Nymphon. Nymphon scotiae werd in 1981 voor het eerst wetenschappelijk beschreven door Stock. 